# Kleine Kreuzspitze
Die Kleine Kreuzspitze (italienisch Piccola Punta di Montecroce) ist ein 2518 m hoher Berg im Südtiroler Teil der Stubaier Alpen. Er befindet sich zwischen der nordwestlich gelegenen Hohen Kreuzspitze (2743 m) und dem südöstlich gelegenen Glaitner Hochjoch (2389 m) im Kamm, der das Ratschingstal von Passeier trennt. Über den Gipfel, der den nahen Übelsee (2314 m) überragt, verläuft die Gemeindegrenze zwischen St. Leonhard in Passeier und Ratschings. Die Kleine Kreuzspitze ist durch unschwierige Wanderwege erschlossen, die allerdings im Gipfelbereich etwas felsig sind und leichtes Klettern erfordern.